# Dicraeus agropyri
Dicraeus agropyri är en tvåvingeart som beskrevs av Nartshuk 1964. Dicraeus agropyri ingår i släktet Dicraeus och familjen fritflugor. Inga underarter finns listade i Catalogue of Life.